# کازوسا هیروتسونه
کازوسا هیروتسونه، (به ژاپنی: 上総広常); نامشخص – ۳ فوریهٔ ۱۱۸۴) یک سامورایی و گوزوکو در دوره هی‌آن و هشتمین پسر تایرا نو تسونه‌زومی بود. وی به درخواست میناموتو نو یوریتومو با خاندان تایرا وارد جنگ شد.